# Свинья (река)
Свинья (укр. Свиня) — река во Львовском и Шептицком районах Львовской области Украины. Правый приток реки Рата (бассейн Вислы).
Длина реки 45 км, площадь бассейна 512 км². Уклон реки — 1,5 г/км. Пойма местами заболочена, заросшая кустарником. Русло умеренно извилистое. Ширина реки 2-6 м (наибольшая — 18 м), глубина до 2-2,5 м.
Берёт начало на склонах Росточья на окраине села Новая Скварява, течёт по Надбужанской котловине. Сначала течёт на восток, затем поворачивает на север и на северо-запад — в направлении города Жолква. После Жолквы поворачивает на северо-восток и течёт в этом направлении до своего устья. Впадает в реку Рата к юго-западу от города Великие Мосты. Наибольший приток — река Деревнянка (левый).
Неподалеку от города Жолква на реке в древности существовали большие пруды — Сопошинський, Средний и Зволинский, которые были осушены в XIX веке.